# Eupolyphaga yunnanensis
Eupolyphaga yunnanensis är en kackerlacksart som först beskrevs av Lucien Chopard 1922.  Eupolyphaga yunnanensis ingår i släktet Eupolyphaga och familjen Polyphagidae. Inga underarter finns listade i Catalogue of Life.